# Mariagerfjord (municipio)
El municipio de Mariagerfjord es un municipio danés de la región de Jutlandia Septentrional.
En 2012, Mariagerfjord tiene 42.429 habitantes. Su capital y localidad más grande es Hobro. El municipio se ubica en el noreste de la península de Jutlandia. Su accidente geográfico más notable es el fiordo de Mariager (Mariager Fjord), que atraviesa el territorio del municipio y le da nombre al mismo. Marigerfjord colinda al oeste con Vesthimmerland y Rebild, al norte con Rebild y Aalborg, al este con el Kattegat y al sur con Viborg y Randers.
El municipio de Mariagerfjord fue creado como parte de la reforma municipal danesa que entró en vigor el 1 de enero de 2007. En la formación de la nueva entidad estuvieron involucrados los antiguos municipios de Arden, Hadsund, Hobro, Hvilsom y la mayor parte de Mariager. También se integraron, después de celebrar un referéndum, el distrito de Hvilsom (municipio de Aalestrup) y Hannerupgård (municipio de Nørager). En Havndal, que pertenecía a Mariager, también se celebró un referéndum, pero sus habitantes decidieron unirse al nuevo municipio de Randers.

## Localidades
En 2012, Mariagerfjord tiene una población de 42.429 habitantes. Hay 26 localidades urbanas (byer, localidades con 20 o más habitantes). Un total de 10.306 personas habitan zonas rurales.
| Localidades más pobladas de Mariagerfjord |               |                  |
| Nº                                        | Localidad     | Población (2012) |
| 1                                         | Hobro         | 11.710           |
| 2                                         | Hadsund       | 4.994            |
| 3                                         | Mariager      | 2.589            |
| 4                                         | Arden         | 2.444            |
| 5                                         | Assens        | 1.537            |
| 6                                         | Valsgård      | 1.066            |
| 7                                         | Als           | 938              |
| 8                                         | Øster Hurup   | 750              |
| 9                                         | Astrup        | 538              |
| 10                                        | Sønder Onsild | 478              |